# Хибер-Сити
Хибер-Сити (англ. Heber City) — город в штате Юта (США). Административный центр округа Уосатч. По данным переписи за 2010 год число жителей города составляло 11 362 человека (47-е место в списке крупнейших городов штата).

## Географическое положение
По данным Бюро переписи населения США город имеет общую площадь в 9,0 км². Хибер-Сити находится в долине Хибер в 64 км к юго-востоку от Солт-Лейк-Сити и в 45 км к северо-востоку от Прово. Долина расположена между горами Юинты и Уосатч около горы Тимпаногос (3580 м).
Основные автомобильные дороги города:
- US 40 (англ. U.S. Route 40).
- US 189 (англ. U.S. Route 189).

Через Хибер-Сити проходит железная дорога в Прово, построенная в 1899 году. Она функционировала до 1967 года, участок железной дороги используется в туристических целях. Город обслуживается Муниципальным аэропортом Хибер-Сити.

### Климат
По классификации климатов Кёппена климат Хибер-Сити относится к влажному континентальному (Dfb). Средняя температура в году — 1,9 °C, самый тёплый месяц — июль (средняя температура 13,9 °C), самый холодный — январь (средняя температура −9,7 °C). Среднее количество осадков в году 419,1 мм, наибольшее — в декабре (48,3 мм), наименьшее — в июле (12,7 мм)

## История

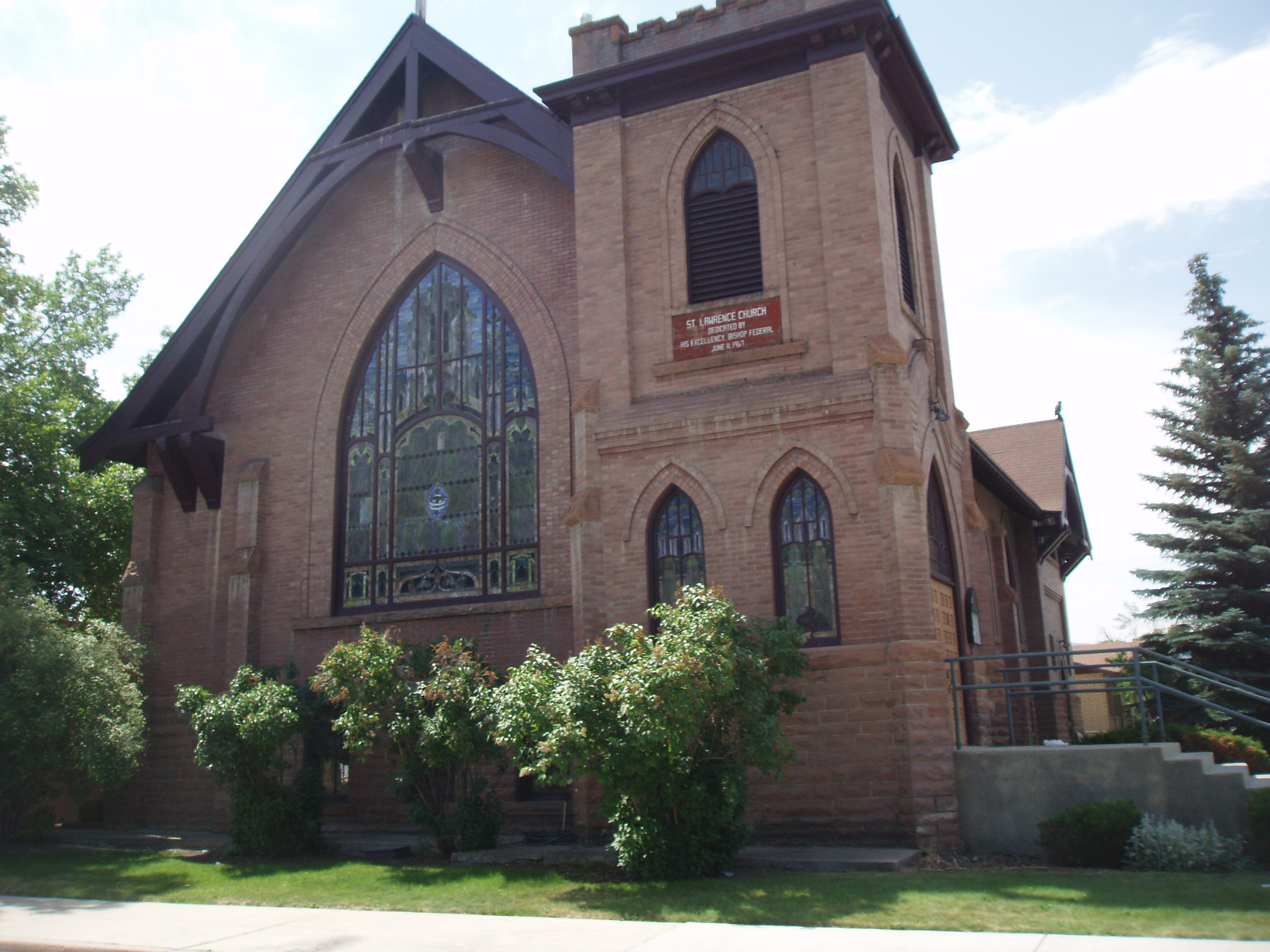
Церковь Святого Лоренса

Территория долины Хибер была первоначально исследована индейцами и использовалась ими для летней охоты. В 1857 году рабочие лесопилки в каньоне Биг-Коттонвуд поднялись на одну из вершин гряды Уосатч и увидели высокогорную долину. В 1859 году была проложена дорога от Прово в долину Хибер. Первыми поселенцами были последователи церкви святых последних дней, прибывшими из Великобритании. Ими было основано несколько маленьких поселений, в том числе Хибер-Сити. Долина и город были названы в честь лидера группы Хибера Кимбалла. В 1859 году поселенцы собрали первый урожай, а на следующий год вернулись для постройки постоянных домов. Был построен форт для защиты от индейцев.
В 1862 году был создан округ Уосатч, а Хибер-Сити стал окружным центром. Он получил статус «town» в 1889 году, а «city» — в 1901 году. Экономика города была основана на сельском хозяйстве, скоте и молочных продуктах. Когда была построена железная дорога Денвера и Рио-Гранде в 1889 году, Хибер-Сити стал сельскохозяйственным торговым центром, а также центром перевозок пиломатериалов и руды из близлежащих рудников Юинты. В городе активно развивался туризм. Зимой функционируют лыжные курорты, в летнее время распространён гольф, пешеходные прогулки, рыбалка, охота.

## Население
По данным переписи 2010 года население Хибер-Сити составляло 11 362 человека (из них 50,6 % мужчин и 49,4 % женщин), в городе было 3362 домашних хозяйств и 2668 семьи. На территории города было расположено 3637 построек со средней плотностью 404 построек на один квадратный километр суши. Расовый состав: белые — 87,7 %, азиаты — 1,1 %, коренные американцы — 0,8 %.
Население города по возрастному диапазону по данным переписи 2010 года распределилось следующим образом: 37,1 % — жители младше 18 лет, 3,5 % — между 18 и 21 годами, 53,1 % — от 21 до 65 лет и 6,3 % — в возрасте 65 лет и старше. Средний возраст населения — 28,5 лет. На каждые 100 женщин в Хибер-Сити приходилось 102,2 мужчины, при этом на 100 совершеннолетних женщин приходилось уже 98,3 мужчин сопоставимого возраста.
Из 3362 домашних хозяйств 79,4 % представляли собой семьи: 66,0 % совместно проживающих супружеских пар (41,7 % с детьми младше 18 лет); 9,4 % — женщины, проживающие без мужей и 4,0 % — мужчины, проживающие без жён. 20,6 % не имели семьи. В среднем домашнее хозяйство ведут 3,35 человека, а средний размер семьи — 3,78 человека. В одиночестве проживали 15,9 % населения, 5,1 % составляли одинокие пожилые люди (старше 65 лет).

## Экономика
В 2014 году из 9343 человека старше 16 лет имели работу 6642. При этом мужчины имели медианный доход в 56 341 долларов США в год против 34 753 долларов среднегодового дохода у женщин. В 2014 году медианный доход на семью оценивался в 72 055 $, на домашнее хозяйство — в 63 627 $. Доход на душу населения — 23 211 $ в год.